# Brian Houston
Brian Houston (ur. 17 lutego 1954 w Auckland w Nowej Zelandii) – australijski pastor zielonoświątkowy, obecnie starszy pastor Hillsong, w latach 1997 do 2009 lider Australijskich Kościołów Chrześcijańskich.